# Crossing Over
Crossing Over (titulada en Hispanoamérica Persecución inminente, Inmigrantes Ilegales en México y Territorio prohibido en España) es un drama social protagonizado por Harrison Ford, Ashley Judd, Alice Eve y Ray Liotta. Se estrenó el 27 de febrero de 2009 en Estados Unidos y el 20 de agosto de 2010 en España.  La película parece tener como objetivo la concienciación de los inmigrantes respecto a que el mejor camino para convertirse en ciudadano estadounidense es una naturalización acorde con las normas legales de los Estados Unidos.

## Argumento
Crossing over toma una estructura de historias cruzadas de inmigrantes en Estados Unidos para contarnos cómo todas aquellas personas que llegan cada día a Los Ángeles desde diferentes partes del mundo en busca de una vida mejor, se encuentran con que tienen que pagar un precio muy alto para legalizar su situación e incluso encontrarse con personajes deshonestos que los coercionan. Problemas que empiezan en el mismo momento en que intentan cruzar la frontera y que pasan por el fraude de documentos, el asilo, el control de terrorismo a nivel de paranoia, la explotación laboral o el choque cultural.
Sus desesperadas perspectivas personales pondrán a prueba la humanidad de los agentes y oficiales de inmigración estadounidenses y la Policía de Los Ángeles, tratando de resolver un crimen contra una mujer con familiares migrantes, que no aprueban su relación con otro migrante casado.
Una de las historias es la de Claire Sheperd (Alice Eve), una joven y atractiva migrante australiana, en busca de una oportunidad como actriz en Estados Unidos, pero su visado de turista no le permite buscar empleo hasta que se encuentra con el agente de inmigración Cole Frankel (Ray Liotta), quien le pide favores sexuales a cambio de proporcionarle la tarjeta verde de residencia y permiso de trabajo; o la de un joven coreano a punto de ser naturalizado que se integra en una banda de asaltantes.
Cole Frankel, un examinador/oficial de inmigración, al darse cuenta de que ella está ilegalmente en el país, Cole hace un arreglo con Claire, por el cual ella tendrá sexo ilimitado con él durante dos meses a cambio de una tarjeta verde. Cuando Cole finalmente dice que quiere dejar a su esposa por Claire, ella deja en claro que lo desprecia y solo se acuesta con él por la tarjeta verde. En un momento de claridad, Cole exime a Claire de completar los dos meses y hace arreglos para que ella reciba su tarjeta verde por correo. Los agentes especiales de ICE / Oficina del Inspector General finalmente confrontan a Claire sobre las sospechas en su papeleo de inmigración, y ella admite el arreglo sexual que tuvo con Cole y se va del país "voluntariamente". Cole es arrestado por ICE/OIG por corrupción. Su esposa Denise Frankel adopta a una niña de Nigeria, que ya lleva 23 meses en el centro de detención de migrantes.
El inspector Brogan tiene un colega en su trabajo, Hamid Baraheri. Su hermana, Zahra, está teniendo sexo con un hombre casado, Javier Pedroza. La familia Baraheri no lo aprueba y la amenaza. El hermano de Hamid, Farid, planea asustar a la pareja, pero las cosas se salen de control, les dispara a ambos en un confuso incidente y acude a Hamid, quien lo ayuda a ocultar la evidencia. Brogan sospecha lentamente la participación de Hamid a medida que avanza la película.
Javier Pedroza trabajaba en una copistería y ganaba dinero extra proporcionando documentos de inmigración falsos. Claire le había pagado previamente por documentos falsos antes de llegar a un acuerdo con Cole. Pero cuando mataron a Javier, las autoridades descubrieron los documentos falsos entre sus pertenencias, lo que llevó al equipo de inmigración a examinar el caso de Claire más de cerca y solucionar el caso.
El adolescente surcoreano Yong Kim está a punto de naturalizarse con el resto de su familia, pero ha comenzado a pasar el rato con gente mala y finalmente participa en el robo de una tienda de conveniencia para ser recibido, "reventar su cereza" con su pandilla. Hamid está en la misma tienda y mata a los otros ladrones, pero debido a su propia culpa por su participación en la muerte de su hermana, deja en libertad a Yong Kim, por ser un joven inexperto y descubre estaba a punto de jurar su naturalización, Hamid declara a la policía que solamente eran 4 saltantes y nunca recuperan la cinta con el video de grabación de las cámaras de seguridad.
Gavin Kossef, el novio de la australiana Claire y músico judío ateo del Reino Unido, se hace pasar por judío religioso para conseguir un trabajo en una escuela judía, lo que le permite permanecer en los EE. UU. a presentarse en una oficina de inmigración, el examinador de inmigración /oficial le hace demostrar su familiaridad con la religión judía frente a un rabino que lo visita en la oficina con otros fines, Kossef canta mal pero el rabino da su aprobación para ayudar a su paisano. Después de la prueba, en privado, el rabino lo respalda y quiere que Kossef se instale en el país, lleve su "maravillosa" voz al templo y tome lecciones de él para eliminar las deficiencias en su conocimiento sobre el judaísmo.
El agente Brogan investiga el asesinato de Zahra Baraheri y su novio. Encuentra pruebas de la culpabilidad de Farid en los asesinatos y de la culpabilidad de Hamid en el encubrimiento. Disgustado por las acciones de los hermanos, entrega la evidencia al Departamento de Policía de Los Ángeles, que estaba investigando este crimen y muy cerca de resolver. La policía de Los Ángeles arresta a Farid por dos cargos de asesinato y a Hamid como cómplice de dos asesinatos después del hecho.

## Recepción crítica y comercial
Según la página de Internet Rotten Tomatoes recibió un 16% de comentarios positivos, llegando a la siguiente conclusión: "Crossing Over es flagrante y trata un tema que debería ser tratado de una manera más seria, y une a sus personajes de una forma poco creíble".
Según la página de Internet Metacritic obtuvo críticas negativas, con un 38%, basado en 31 comentarios de los cuales 6 son positivos.
Fue un fracaso comercial. En Estados Unidos no llegó a alcanzar el medio millón de dólares. Sumando las recaudaciones internacionales la cifra asciende a 3 millones. Se desconoce cuál fue el presupuesto.

### Transmisión por el Perú
Se transmitió el 27 de marzo de 2022 a las 3:30 p. m. Hora de Lima por Panamericana.